# يوخن جانسين
يوخن جانسين هو لاعب كرة قدم بلجيكي، ولد في 22 يناير 1976 في هاسلت في بلجيكا. لعب مع Sporting Hasselt ‏.

## وصلات خارجية
- يوخن جانسين على موقع قاعدة بيانات كرة القدم.إي يو (الإنجليزية)